# Polycaena timur
Polycaena timur is een vlindersoort uit de familie van de prachtvlinders (Riodinidae), onderfamilie Nemeobiinae.
Polycaena timur werd in 1886 beschreven door Staudingerl.